# Asianopis celebensis
Espèce
Synonymes
- Deinopis celebensis Merian, 1911

Asianopis celebensis est une espèce d'araignées aranéomorphes de la famille des Deinopidae.

## Distribution
Cette espèce est endémique de Sulawesi en Indonésie.

## Description
La carapace du mâle holotype mesure 6 mm et l'abdomen 9 mm.

## Étymologie
Son nom d'espèce, composé de celebe[s] et du suffixe latin -ensis, « qui vit dans, qui habite », lui a été donné en référence au lieu de sa découverte, les Célèbes.

## Publication originale
- Merian, 1911 : Die Spinenfauna von Celebes. Beiträge zur Tiergeographie im Indo-australischen Archipel. Zoologische Jahrbücher, Abteilung für Systematik, Geographie und Biologie der Tiere, vol. 31, p. 165-354.